# Saison 2015-2016 de l'Olympique lyonnais (féminines)
Maillots
Dernière mise à jour : 14 septembre 2016.
Chronologie
Saison précédente Saison suivante
La saison 2015-2016 de la section féminine de l'Olympique lyonnais est la trente-huitième saison consécutive du club rhônalpins en première division du championnat de France depuis 1978.
En plus de conserver leur suprématie nationale, Gérard Prêcheur et ses joueuses auront pour objectif cette saison de retrouver les sommets européens avec un groupe plus compétitif. 
L'Olympique lyonnais va donc évoluer au cours de la saison en Ligue des champions, où le club est exempté de premier tour grâce au bon coefficient UEFA de la France.

## Transferts
| Été 2015            |             |                        |                        |                   |
| Nom                 | Nationalité | Transfert              | Provenance/Destination | Division          |
| Arrivées            |             |                        |                        |                   |
| Griedge Mbock       | France      | Contrat de 4 ans       | EA Guingamp            | Division 1        |
| Claire Lavogez      | France      | Contrat de 3 ans       | Montpellier HSC        | Division 1        |
| Aurélie Kaci        | France      | Contrat de 2 ans       | Paris Saint-Germain    | Division 1        |
| Pauline Bremer      | Allemagne   | Contrat de 3 ans       | FFC Turbine Potsdam    | Frauen-Bundesliga |
| Fei Wang            | Chine       | Contrat de 2 ans       | FFC Turbine Potsdam    | Frauen-Bundesliga |
| Départs             |             |                        |                        |                   |
| Noémie Carage       | France      | Fin de contrat         | AS Saint-Étienne       | Division 1        |
| Mélissa Plaza       | France      | Fin de contrat         | EA Guingamp            | Division 1        |
| Makan Traoré        | France      | Fin de contrat         | AS Soyaux              | Division 1        |
| Élise Bussaglia     | France      | Fin de contrat         | VfL Wolfsbourg         | Frauen-Bundesliga |
| Lara Dickenmann     | Suisse      | Fin de contrat         | VfL Wolfsbourg         | Frauen-Bundesliga |
| Hiver 2015 - 2016   |             |                        |                        |                   |
| Arrivées            |             |                        |                        |                   |
| Line Røddick Hansen | Danemark    | Contrat de 18 mois     | FC Rosengård           | Damallsvenskan    |
| Départs             |             |                        |                        |                   |
| Fei Wang            | Chine       | Résiliation de contrat | Libre                  | Libre             |

## Stage et matchs d'avant saison
En guise de préparation d'avant saison, l'Olympique lyonnais joue deux matchs amicaux contre Shanghai et Nîmes, puis  participe à la Valais Cup.

## Parcours en Coupe d'Europe
Trois ans après sa dernière finale, la section féminine retrouve à nouveau le VfL Wolfsbourg et remporte sa troisième consécration européenne.
| Ligue des champions 2015 - 2016 |                  |                                                     |                           |                 |                      |
| Nb.                             | Date             | Lieu                                                | Compétition               | Adversaire      | Résultat             |
| 9.                              | 26 mai 2016      | Stadio Città del Tricolore, Reggio d'Émilie, Italie | Finale                    | VfL Wolfsbourg  | 1 - 1 a.p. (4p - 3p) |
| 8.                              | 2 mai 2016       | Parc des Princes, Paris, France                     | 1/2 finale retour         | Paris SG        | 1 - 0                |
| 7.                              | 24 avril 2016    | Parc OL, Décines-Charpieu, France                   | 1/2 finale aller (dom.)   | Paris SG        | 7 - 0                |
| 6.                              | 30 mars 2016     | Eden Aréna, Prague, Rép. tchèque                    | 1/4 finale retour         | Slavia Prague   | 0 - 0                |
| 5.                              | 23 mars 2016     | Parc OL, Décines-Charpieu, France                   | 1/4 finale aller (dom.)   | Slavia Prague   | 9 - 1                |
| 4.                              | 18 novembre 2015 | Stade de Gerland, Lyon, France                      | 1/8 finale retour (dom.)  | Atlético Madrid | 6 - 0                |
| 3.                              | 11 novembre 2015 | Cerro del Espino, Madrid, Espagne                   | 1/8 finale aller          | Atlético Madrid | 3 - 1                |
| 2.                              | 14 octobre 2015  | Stade de Gerland, Lyon, France                      | 1/16 finale retour (dom.) | Medyk Konin     | 3 - 0                |
| 1.                              | 8 octobre 2015   | Stadion tamże, Konin, Pologne                       | 1/16 finale aller         | Medyk Konin     | 6 - 0                |

## Parcours en Coupe de France
L'Olympique lyonnais remporte sa huitième Coupe de France à l'issue de cet exercice.
| Coupe de France 2015 - 2016 |                 |                                   |                   |             |          |
| Nb.                         | Date            | Lieu                              | Compétition       | Adversaire  | Résultat |
| 6.                          | 15 mai 2016     | Stade des Alpes, Grenoble         | Finale            | Montpellier | 2 - 1    |
| 5.                          | 17 avril 2016   | Stade de Gerland, Lyon            | 1/2 finale (dom.) | Rodez       | 9 - 0    |
| 4.                          | 27 février 2016 | Plaine des Jeux de Gerland, Lyon  | 1/4 finale (dom.) | Dijon       | 6 - 0    |
| 3.                          | 13 février 2016 | Stade de Gagné, Orvault           | 1/8 finale        | Orvault     | 12 - 00  |
| 2.                          | 31 janvier 2016 | Stade Treffort, Châtenoy-le-Royal | 1/16 finale       | Châtenoy    | 11 - 00  |
| 1.                          | 10 janvier 2016 | Terrains Metz ESAP, Metz          | 2e tour           | Metz        | 11 - 00  |

## Parcours en Championnat de France
L'Olympique lyonnais prend la tête du championnat dès la première journée et n'abandonnera plus cette position jusqu'à la fin de la saison. Le club rhodanien remporte son quatorzième titre national, son dixième consécutif.
| Saison 2015 - 2016 |                   |                                         |                    |                  |          |
| Nb.                | Date              | Lieu                                    | Compétition        | Adversaire       | Résultat |
| 22.                | 21 mai 2016       | Stade de Gerland, Lyon                  | 22e journée (dom.) | Montpellier      | 1 - 1    |
| 21.                | 8 mai 2016        | Stade Camille-Lebon, Angoulême          | 21e journée        | Soyaux           | 5 - 1    |
| 20.                | 5 mai 2016        | Stade de Gerland, Lyon                  | 20e journée (dom.) | Rodez            | 5 - 0    |
| 19.                | 3 avril 2016      | Stade Robert-Bobin, Bondoufle           | 19e journée        | Juvisy           | 1 - 0    |
| 18.                | 27 mars 2016      | Stade de Gerland, Lyon                  | 18e journée (dom.) | Albi             | 6 - 0    |
| 17.                | 13 mars 2016      | Stade Henri-Desgrange, La-Roche-sur-Yon | 17e journée        | La-Roche-sur-Yon | 5 - 0    |
| 16.                | 20 février 2016   | Stade Aimé Jacquet, Saint-Étienne       | 16e journée        | Saint-Étienne    | 3 - 0    |
| 15.                | 5 février 2016    | Stade Charléty, Paris                   | 15e journée        | Paris SG         | 0 - 0    |
| 14.                | 17 janvier 2016   | Plaine des Jeux de Gerland, Lyon        | 14e journée (dom.) | Guingamp         | 12 - 00  |
| 13.                | 20 décembre 2015  | Stade des Costières, Nîmes              | 13e journée        | Nîmes            | 10 - 00  |
| 12.                | 13 décembre 2015  | Plaine des Jeux de Gerland, Lyon        | 12e journée (dom.) | Saint-Maur       | 8 - 1    |
| 11.                | 6 décembre 2015   | Stade Bernard Gasset, Montpellier       | 11e journée        | Montpellier      | 0 - 0    |
| 10.                | 22 novembre 2015  | Plaine des Jeux de Gerland, Lyon        | 10e journée (dom.) | Soyaux           | 7 - 1    |
| 9.                 | 7 novembre 2015   | Stade Paul-Lignon, Rodez                | 9e journée         | Rodez            | 6 - 0    |
| 8.                 | 1er novembre 2015 | Stade de Gerland, Lyon,                 | 8e journée (dom.)  | Juvisy           | 2 - 0    |
| 7.                 | 18 octobre 2015   | Stade Maurice-Rigaud, Albi              | 7e journée         | Albi             | 4 - 0    |
| 6.                 | 11 octobre 2015   | Plaine des Jeux de Gerland, Lyon        | 6e journée (dom.)  | La-Roche-sur-Yon | 6 - 0    |
| 5.                 | 4 octobre 2015    | Plaine des Jeux de Gerland, Lyon        | 5e journée (dom.)  | Saint-Étienne    | 5 - 0    |
| 4.                 | 27 septembre 2015 | Stade de Gerland, Lyon                  | 4e journée (dom.)  | Paris SG         | 5 - 0    |
| 3.                 | 13 septembre 2015 | Stade de Roudourou, Guingamp            | 3e journée         | Guingamp         | 8 - 0    |
| 2.                 | 6 septembre 2015  | Plaine des Jeux de Gerland, Lyon        | 2e journée (dom.)  | Nîmes            | 9 - 0    |
| 1.                 | 30 août 2015      | Stade Léo-Lagrange, Bonneuil            | 1re journée        | Saint-Maur       | 7 - 0    |

### Classement
| Rang | Équipe                    | Pts | J  | G  | N | P  | Bp  | Bc | Diff |
| ---- | ------------------------- | --- | -- | -- | - | -- | --- | -- | ---- |
| 1    | Olympique lyonnais T C    | 82  | 22 | 19 | 3 | 0  | 115 | 4  | +111 |
| 2    | Paris SG                  | 79  | 22 | 18 | 3 | 1  | 75  | 13 | +62  |
| 3    | Montpellier HSC           | 71  | 22 | 15 | 4 | 3  | 58  | 11 | +47  |
| 4    | FCF Juvisy                | 70  | 22 | 15 | 3 | 4  | 49  | 19 | +30  |
| 5    | Rodez AF                  | 52  | 22 | 9  | 3 | 10 | 33  | 47 | -14  |
| 6    | AS Saint-Étienne          | 51  | 22 | 8  | 5 | 9  | 31  | 38 | -7   |
| 7    | ASJ Soyaux                | 47  | 22 | 7  | 4 | 11 | 27  | 51 | -24  |
| 8    | EA Guingamp               | 47  | 22 | 8  | 1 | 13 | 26  | 60 | -34  |
| 9    | ASPTT Albi                | 45  | 22 | 6  | 5 | 11 | 25  | 44 | -19  |
| 10   | ESOFV La Roche-sur-Yon P  | 38  | 22 | 5  | 1 | 16 | 24  | 58 | -34  |
| 11   | VGA Saint-Maur P          | 30  | 22 | 2  | 2 | 18 | 22  | 78 | -56  |
| 12   | FF Nîmes Métropole Gard P | 29  | 22 | 1  | 4 | 17 | 17  | 79 | -62  |

| Légende : | Légende : |
| --------- | --- |
|           | Qualifié pour la Ligue des champions 2016-2017 (Seizièmes de finale). |
|           | Relégué en Division 2. |
|           | T Tenant du titre. P Promu de Division 2. C Vainqueur de la Coupe de France 2015-2016. Pts points ; G victoires ; N match nuls ; P défaites Bp buts marqués ; Bc buts encaissés ; Diff différence de buts |

### Évolution du classement
Leader du championnat

## Statistiques individuelles

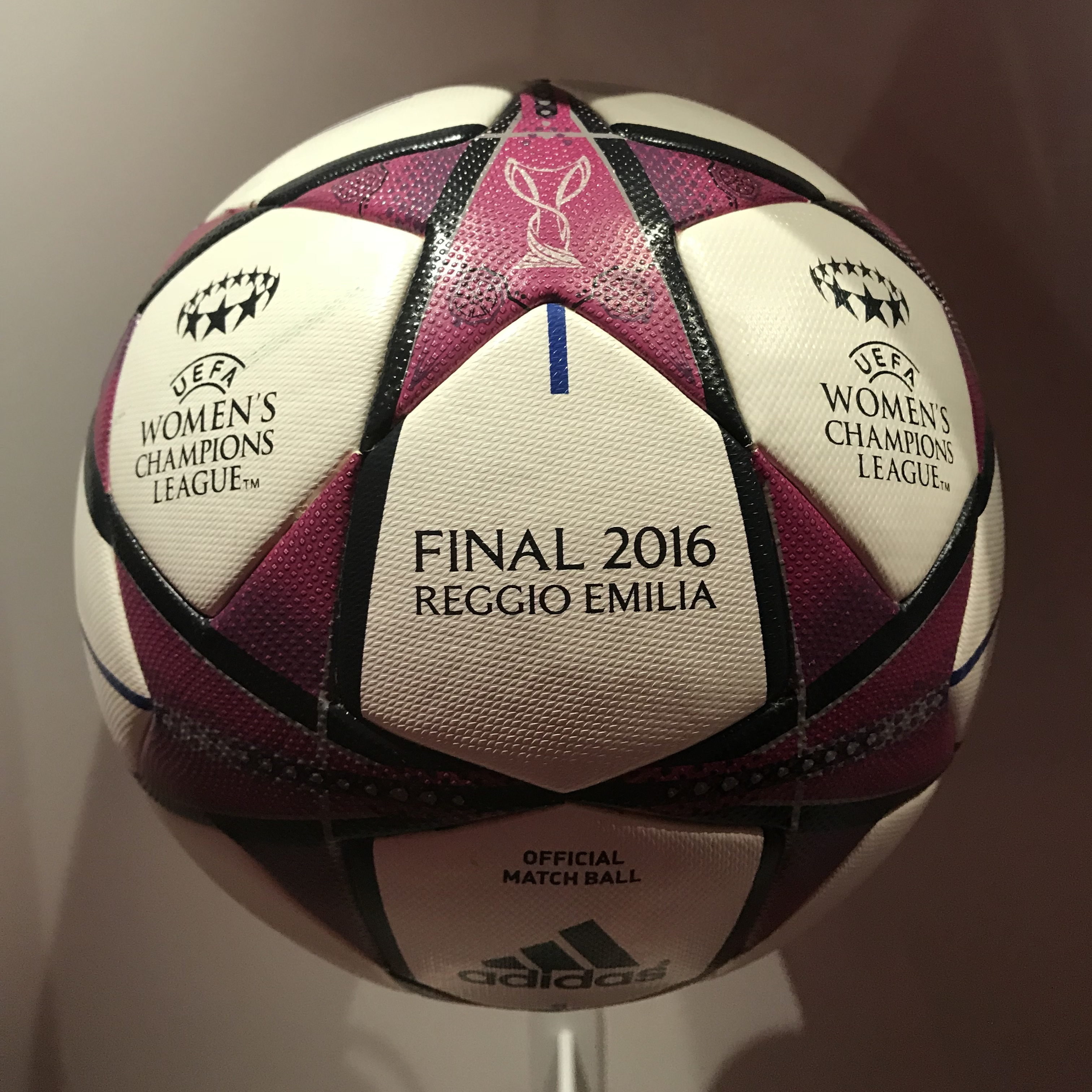
Ballon de la finale de la Ligue des champions féminine de l'UEFA 2015-2016.

| Nb.                 | Joueuse             | Total | Championnat | Coupe de France | Ligue des champions |
| 1.                  | Ada Hegerberg       | 54    | 33          | 8               | 13                  |
| 2.                  | Eugénie Le Sommer   | 24    | 10          | 9               | 5                   |
| 3.                  | Lotta Schelin       | 22    | 14          | 4               | 4                   |
| 4.                  | Camille Abily       | 16    | 10          | 3               | 3                   |
| 5.                  | Louisa Necib        | 12    | 7           | 2               | 3                   |
| 6.                  | Wendie Renard       | 11    | 6           | 4               | 1                   |
| 7.                  | Amel Majri          | 8     | 4           | 3               | 1                   |
| 8.                  | Griedge Mbock       | 8     | 3           | 3               | 2                   |
| 9.                  | Saki Kumagai        | 7     | 5           | 1               | 1                   |
| 10.                 | Pauline Bremer      | 7     | 5           | 0               | 2                   |
| 11.                 | Delphine Cascarino  | 7     | 3           | 4               | 0                   |
| 12.                 | Amandine Henry      | 6     | 6           | 0               | 0                   |
| 13.                 | Claire Lavogez      | 6     | 2           | 4               | 0                   |
| 14.                 | Élodie Thomis       | 5     | 2           | 2               | 1                   |
| 15.                 | Corine Petit        | 4     | 3           | 1               | 0                   |
| 16.                 | Aurélie Kaci        | 2     | 0           | 2               | 0                   |
| 17.                 | Maëlle Garbino      | 1     | 0           | 1               | 0                   |
| But contre son camp | But contre son camp | 2     | 2           | 0               | 0                   |
| Total Général       | Total Général       | 202   | 115         | 51              | 36                  |

## Chiffres marquants
- 1100e but de l'histoire en championnat de D1 : Eugénie Le Sommer (à Saint-Maur (7-0), le 30 août 2015).
- 1700e but de l'histoire de l'OL : Camille Abily (en championnat de D1, face à Soyaux (7-1), le 22 novembre 2015).
- 65e joueuse à avoir inscrit au moins 1 but avec l'OL : Claire Lavogez (en championnat de D1, face à Soyaux (7-1), le 22 novembre 2015).
- 100e but inscrit dans la saison : Lotta Schelin (en Coupe de France, à l'ESAP Metz (11-0), le 10 janvier 2016).
- 6e triple-double réalisé par une joueuse : Wendie Renard (en Coupe de France, à Orvault (12-0), le 13 février 2016).
- 100e but de Louisa Necib sous les couleurs de l'OL : en coupe de France, à Orvault (12-0), le 13 février 2016.
- 7e triple-double réalisé par une joueuse : Louisa Necib (en Coupe de France, à Orvault (12-0), le 13 février 2016).
- 350e but de l'histoire en Coupe de France féminine : Amel Majri (face à Dijon (6-0), le 27 février 2016).
- 150e but inscrit dans la saison : Elodie Thomis (en Coupe de France, face à Dijon (6-0), le 27 février 2016).
- 8e triple-double réalisé par une joueuse : Ada Hegerberg (en Ligue des Champions, face au Slavia Prague (9-1), le 23 mars 2016).
- 100e but inscrit en championnat de Division 1 dans la saison : Ada Hegerberg (face à Albi (6-0), le 27 mars 2016).
- 1200e but de l'histoire en championnat de D1 : Camille Abily (face à Albi (6-0), le 27 mars 2016).
- 1800e but de l'histoire de l'OL : Pauline Bremer (en championnat de D1, à Juvisy (1-0), le 3 avril 2016).
- 250e but de l'histoire en Ligue des Champions féminine : Camille Abily (face au Paris SG (7-0), le 24 avril 2016).
- 200e but inscrit dans la saison : Louisa Necib (en Coupe de France, contre Montpellier (2-1), le 15 mai 2016).